# روبن دون
روبن دون هو ممثل كندي، ولد في 19 نوفمبر 1976 بتورونتو في كندا.

## أعمال

### أفلام
- (2002) المجنون الأمريكي 2

## وصلات خارجية
- روبن دون على موقع IMDb (الإنجليزية)
- روبن دون على موقع ألو سيني (الفرنسية)
- روبن دون على موقع أول موفي (الإنجليزية)
- روبن دون على موقع قاعدة بيانات الأفلام السويدية (السويدية)
- روبن دون على موقع إن إن دي بي (الإنجليزية)
- روبن دون على موقع قاعدة بيانات الفيلم (الإنجليزية)
- روبن دون على موقع كينوبويسك (الروسية)